# Betobeto-san
Betobeto-san (べとべとさん?) è un tipo di yōkai giapponese che si dice segua le persone che camminano per le strade buie di notte. Nel distretto di Uda, prefettura di Nara, si dice che lo si incontri per le strade buie di notte. Nella prefettura di Shizuoka, si dice che lo si incontri mentre si scende da una piccola montagna.

## Descrizione
Questo yōkai non è pericoloso e non cerca di fare del male alle persone che segue. Per sbarazzarsi del betobeto-san, basta farsi da parte e dire: "Vai avanti, Betobeto-san" (Prefettura di Nara), "Dopo di te, Betobeto-san" (Prefettura di Shizuoka), "Per favore vai avanti" (la stessa prefettura). I passi continueranno per la loro strada finché non diventeranno impercettibili.
L'artista manga Shigeru Mizuki ha detto di aver incontrato qualcosa che sembra essere simile a questo yōkai. La stazione dell'aeroporto di Yonago sulla linea Sakai della West Japan Railway Company (JR West Japan), nella città natale di Mizuki, è soprannominata stazione "Betobeto-san".
Secondo alcune leggende, si dice che sia invisibile. Secondo altre versioni, in particolare quella di Shigeru Mizuki, è una sfera traslucida, con due gambe e una bocca spalancata piena di denti.

## Leggenda
Nel folclore giapponese, si dice che questo yōkai segua le persone che camminano da sole di notte per le strade. I suoi passi sul marciapiede producono un rumore di schiocco, "beto beto" in giapponese. La sua velocità di camminata si sincronizza con quella della persona che sta seguendo. Rendendosi conto di essere seguito, la persona si gira, non vedendo nessuno e non sentendo nulla, continua per la sua strada. I rumori riprenderanno quindi, mentre il betobeto-san continua a seguirlo.
In una delle storie su betobeto-san, quest'ultimo si rifiutò di proseguire il suo cammino perché era troppo buio. L'uomo che lo aveva invitato a passare gli lasciò allora la sua lanterna. Lo yōkai lo ringraziò e continuò il suo cammino con questo dono. Il giorno dopo l'uomo trovò la sua lanterna posta davanti a casa sua.

## Etimologia
Il nome della creatura deriva dall'onomatopea giapponese "beto beto", che si riferisce al suono dei passi fatti con sandali di legno come i geta.

## Storie simili
Nelle leggende del distretto di Sakai, prefettura di Fukui (ora città di Sakai), durante il periodo nevoso, uno yōkai invisibile conosciuto come "Bishagatsuku" si dice che segua le persone che camminano lungo strade buie di notte nel mezzo di una piovigginosa notte invernale, producendo il suono di qualcuno che cammina su una strada mista a nevischio. Infatti, l'onomatopea "bisha bisha" evoca il suono dei passi nella neve.
Il "Teke Teke", un onryō più recente, è un mostro simile in quanto produce un suono di passi, ma a differenza del betobeto-san questo è descritto come un fantasma vendicativo assolutamente terrificante.

## Betobeto-sannella cultura di massa
Appare nei manga di Shigeru Mizuki Gegege no Kitaro, Nonnonbā e Comic Showa-shi. In queste opere, Betobeto-san ha una testa rotonda con due gambe e una bocca spalancata e sorridente. La forma raffigurata è qualcosa che Mizuki ha immaginato basandosi sul folclore. Appare anche nella sesta stagione dell'anime Kitaro, nel primo film live-action di Kitaro e nel drama televisivo GeGeGe no Nyōbō. Mizuki stesso dice di aver incontrato un Betobeto-san quando era un bambino, ed era così spaventato da non riuscire a voltarsi. Molte persone trovano il modo in cui scompare e il suo aspetto iconico accattivanti, rendendolo uno degli yōkai più popolari. C'è una statua in bronzo di un design simile su Mizuki Shigeru Road a Sakaiminato, nella prefettura di Tottori, dove alcune donne lo chiamano "carino" e i turisti spesso mettono monete nella sua bocca come se stessero pregando in un santuario. Nel primo "Sondaggio sulla popolarità degli yōkai" condotto dalla Associatione del Tourismo di Sakaiminato (annunciato nel 2007), si è classificato al 9° e nel secondo sondaggio (annunciato nel 2009), si è classificato al 7°.